# 佩爾沃耶湖 (車里雅賓斯克州)
55°11′58″N 61°31′09″E / 55.1994°N 61.5192°E
佩爾沃耶湖（俄语：Первое озеро），是俄羅斯的湖泊，位於該國西南部車里雅賓斯克州，面積18.5平方公里，蓄水量0.145立方公里，該湖泊平均水深7.7米，最大水深10.5米。